# Andrew Jimenez
Andrew Jimenez (* 1972 in El Paso, Texas) ist ein US-amerikanischer Animator, Drehbuchautor und Regisseur, der 2006 für One Man Band für den Oscar in der Kategorie Kurzfilm (Animiert) nominiert wurde. 

## Leben
Im Alter von fünf Jahren zog er mit seiner Familie von El Paso nach San Diego. Er studierte an der San Diego State University im Fachbereich Film. Nach dem Studium designte er Logos bei einem Versicherungsunternehmen in San Diego. Seine erste Anstellung bei einem Filmstudio hatte er bei Warner Brothers, für die er als Effektkünstler für digitale Effekte an den Animationsfilmen Der Gigant aus dem All und Osmosis Jones tätig war. Anschließend arbeitete er für den Spielfilm Spider-Man für die Sony Studios. 
2001 wechselte er schließlich zu Pixar, wo er als Digitalkünstler an Findet Nemo und Die Monster AG arbeitete und als Co-Regisseur an Die Unglaublichen – The Incredibles beteiligt war. 2005 schrieb er das Drehbuch und führte Regie bei dem Kurzfilm One Man Band, für den er für einen Oscar in der Kategorie Kurzfilm (Animiert) nominiert wurde. 
Er lebt in Piedmont, Kalifornien.

## Filmografie

### Spezialeffekte
- 1999: Der Gigant aus dem All (The Iron Giant)
- 2001: Die Monster AG (Monsters, Inc.)
- 2001: Osmosis Jones
- 2003: Findet Nemo (Finding Nemo)
- 2004: Die Unglaublichen – The Incredibles (The Incredibles)
- 2006: Cars
- 2007: Ratatouille
- 2008: WALL·E – Der Letzte räumt die Erde auf (WALL·E)
- 2009: Oben (Up)
- 2009: Real Men Go Hunting
- 2010: Day & Night
- 2010: Toy Story 3
- 2011: Cars 2
- 2012: Die Legende von Mor'du (The Legend of Mor'du)

### Komponist
- 2003: The Memory Jar
- 2009: Calendar Confloption
- 2011: Play by Play
- 2019: Kitbull

### Regie
- 2003: The Memory Jar
- 2005: Artscape
- 2005: One Man Band
- 2009: Calendar Confloption (2009)

### Animation
- 1999: Der Gigant aus dem All (The Iron Giant)
- 2007: Ratatouille
- 2012: Merida – Legende der Highlands (Brave)

### Autor
- 2003: The Memory Jar
- 2005: One Man Band

## Kamera
- 2020: Burrow (Kurzfilm)